# 詹皮耶罗·孔比
詹皮耶罗·孔比（義大利語：Gianpiero Combi，1902年11月20日—1956年8月12日），意大利足球运动员，司职守門員。曾代表祖雲達斯贏得5次聯賽冠軍，國際賽方面，曾代表意大利國家足球隊贏得1934年世界盃足球賽。

## 榮譽

### 球會
祖雲達斯
- 意大利足球甲級聯賽: 1925–26, 1930–31, 1931–32, 1932–33, 1933–34